# Larry King
Larry King, nascut Lawrence Harvey Zeiger (Brooklyn, Nova York, 19 de novembre de 1933 - Los Angeles. Califòrnia, 23 de gener de 2021), fou un locutor de ràdio i presentador de televisió nord-americà, premiat en diverses ocasions. Va morir després de recuperar-se del covid-19, a causa d'una sepsis.
Va començar com a periodista local i entrevistador radiofònic a Florida durant els anys 1950 i 1960, i es feu popular a partir d'un programa de ràdio nacional de tota la nit el 1978. Del 1985 al 2010, va portar el programa d'entrevistes Larry King Live els vespres a la CNN. Va conduir el programa Larry King Now, que s'emetia simultàniament pel canal de TV online Hulu i per la cadena semipública russa RT America quatre dies a la setmana. A més, en aquesta darrera cadena presentava el debat polític setmanal "Politicking with Larry King".